# Dub hálkový
Dub hálkový (Quercus infectoria), někdy nazývaný též dub aleppský nebo dub barvířský je druh dubu, rozšířený ve východním Středomoří a přilehlé jihozápadní Asii. Vzhledově se shoduje dubem letním neboli křemelákem.

## Popis
Jde poloopadavý malý strom s křivolakým, pokrouceným kmenem nebo keř s maximální výškou vzrůstu kolem pěti metrů. Kůra je šedě zbarvená a popraskaná až šupinatá. Mladé výhony jsou žluté až červenohnědé a plstnatě chlupaté, později se stávají holými. Tuhé listy jsou asi čtyři až šest centimetrů dlouhé. Na svrchní straně jsou matné, nelesklé, se zubatým okrajem, někdy mírně laločnaté, na spodní straně chlupaté, ve stáří chlupaté. Tvar listů je velmi variabilní, u exemplářů z Libanonu je list směrem ke špičce poměrně široký. Listy jsou poloopadavé, tj. zůstávají na rostlině po celou zimu, ale na jaře, když vyraší mladé listy, se shazují. Délka řapíku je proměnlivá a liší se u jednotlivých poddruhů. Poměrně malé žaludy sedí jednotlivě nebo v malých skupinkách, jsou velmi krátce stopkaté, plodová číška s přilehlými (nevystupujícími) šupinami.
Druh dubu je morfologicky variabilní a velmi podobný ostatním druhům rozšířeným v oblasti, s nimiž může také často vytvářet křížence. Spolehlivé určení na základě individuálních znaků je proto obtížné. Tvarem listů se podobá dubu taborskému (Q. ithaburensis) a dubu velkokvětému (Q. macranthera), žaludy jsou podobné žaludům dubů Quercus kotschyana a Q. cedrorum. V kombinaci znaků je však lze většinou s jistotou určit. Velmi podobný a někdy v jednotlivých exemplářích spolehlivě nerozlišitelný je dub pýřitý (Q. pubescens). Mikroskopické zkoumání odhalí i zvláštnosti anatomie listové čepele a řapíku. Morfologicky velmi podobný dub portugalský (Q. faginea) má listy na svrchní straně slabě lesklé a vespod většinou trvale chlupaté.

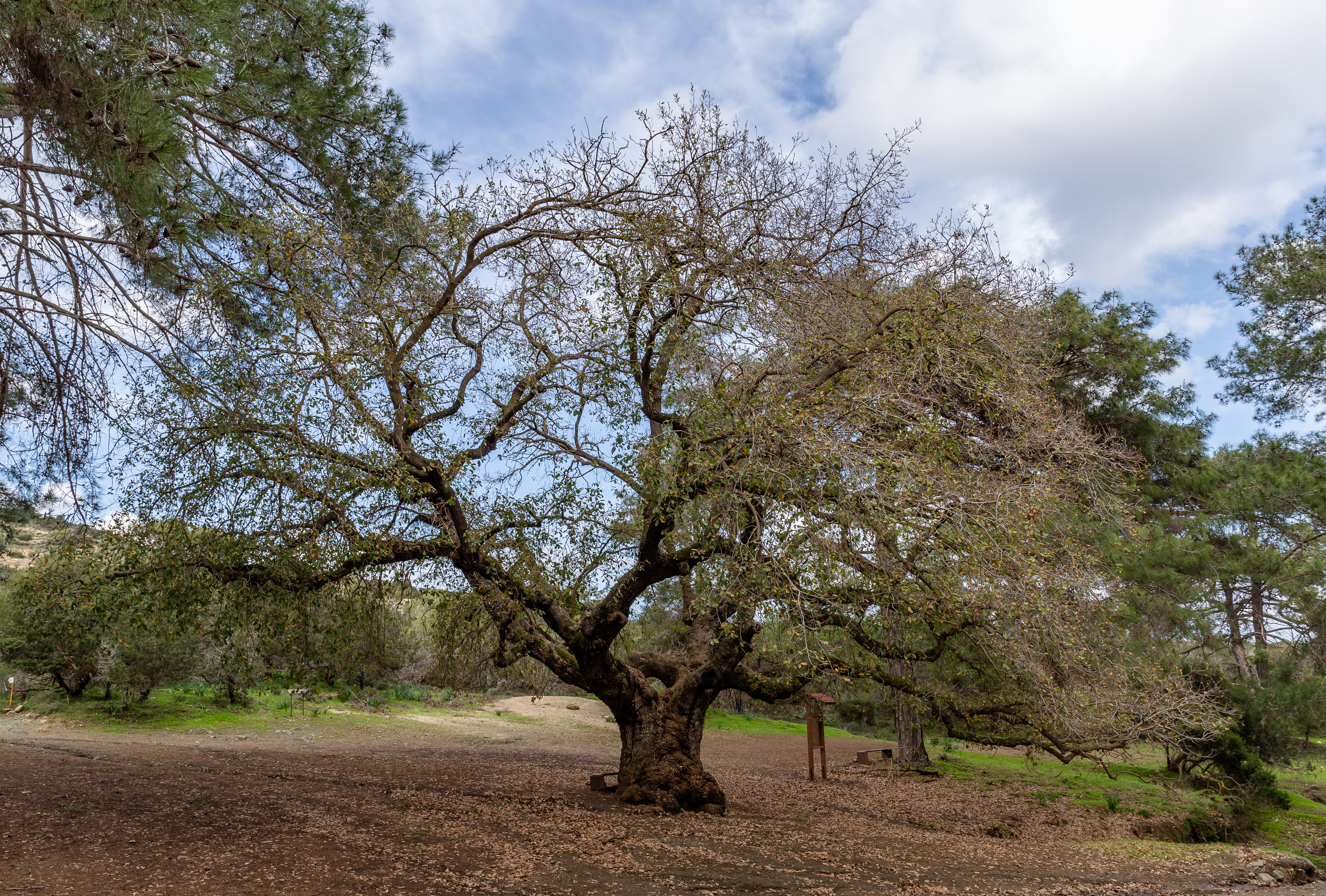
Památný dub hálkový (Neo Chorio, Kypr)
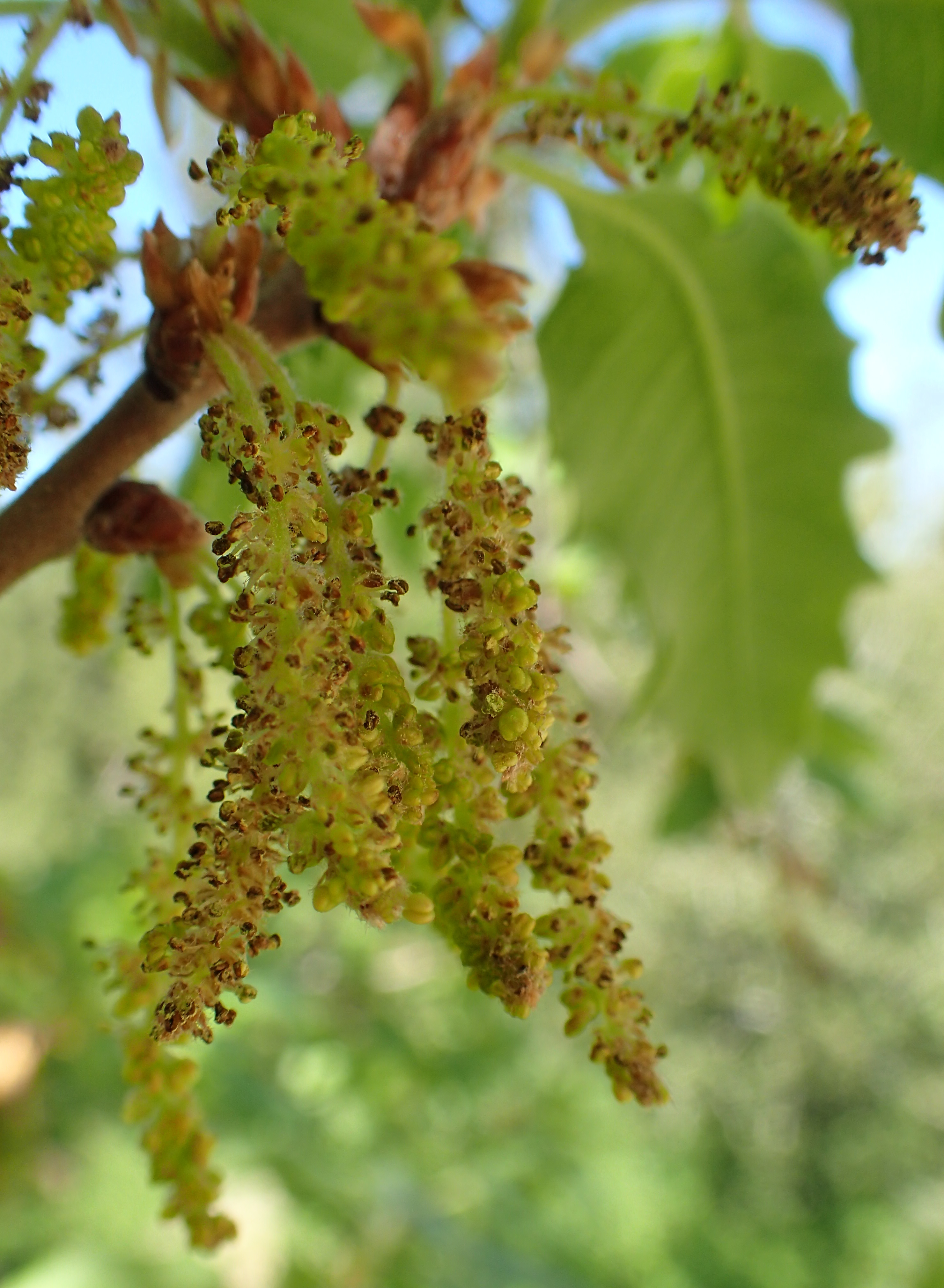
Samčí květenství

## Rozšíření
Dub hálkový je přirozeně rozšířen od Řecka po Palestinu, Írán a Zakavkazsko.

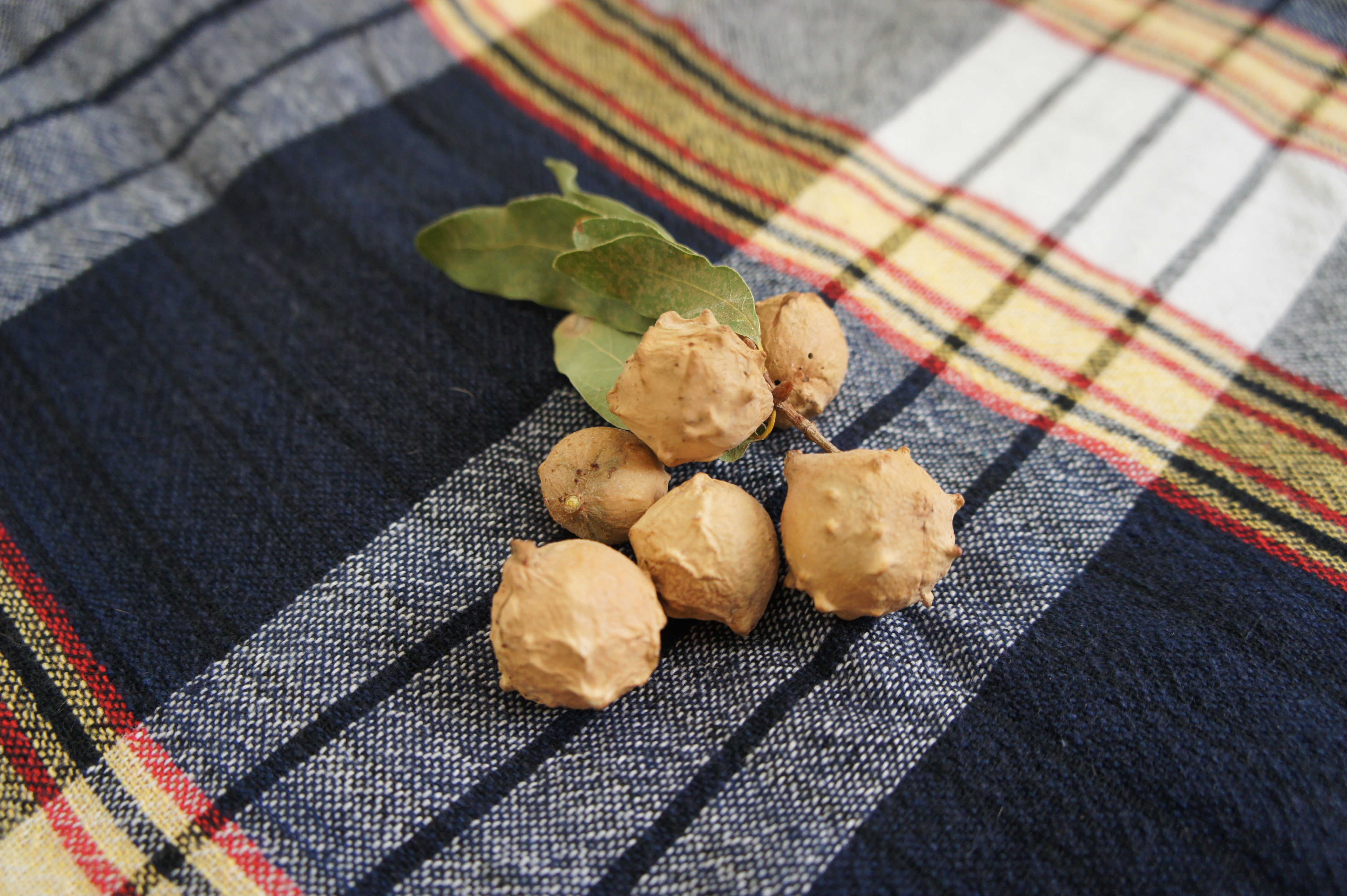
Hálky z listů dubu hálkového

## Význam
Rostlinné hálky z listů tohoto druhu dubu se používají v lékařství; v minulosti se z nich vyráběl také železitý duběnkový inkoust.